# جانو أنانيدزه
جانو أنانيدزه (بالجورجية: ჯანო ანანიძე) (مواليد 10 أكتوبر 1992 في جورجيا)، هو لاعب كرة قدم جورجي يلعب مع سبارتاك موسكو كلاعب وسط. مثّل منتخب جورجيا لكرة القدم.

## المسيرة الاحترافية

### أندية لعب لها
- سبارتاك موسكو